# Faeton (syn Heliosa)
Faeton (gr. Φαέθων Phaéthōn, łac. Phaethon) – w mitologii greckiej syn Heliosa i Okeanidy Klimene.
Faeton w młodości żył w królestwie śmiertelnego męża swojej matki, Meropsa. Powszechnie znany był jednak fakt, że jego ojcostwo przypisuje się Heliosowi. Mimo tego, fakt ten podważył Epafos, syn Zeusa, który stwierdził, że Faeton jest synem zwykłego śmiertelnika. Na dowód ojcostwa boga-Słońca, wybrał się wraz z grupą ludzi na krańce świata, do złotego pałacu Heliosa. Tam zażądał od Heliosa, aby ten udowodnił mu swoje ojcostwo. Nie wystarczyło mu nawet to, że oficjalnie ogłosił, że jest jego ojcem. Gdy Helios zauważył, że syn jest niezadowolony, przysiągł na Styks, że spełni każdą prośbę syna. Faeton poprosił ojca o pozwolenie na powożenie rydwanem słońca. Ponieważ brakowało mu wprawy, skrzydlate konie wiozące rydwan poniosły go i zaczęły zjeżdżać w różne strony – raz w górę, raz w dół. Konie przeraziły się napiętego łuku Strzelca i zza wysokiego toru poleciały bardzo nisko w dół, co groziło pożarem nieba i ziemi. Gdy bezradny Helios siedział w swoim pałacu, nie mogąc nic zrobić, powstała sama Gaja, która zażądała od Zeusa, aby ten coś zrobił, inaczej cały świat powróci do stanu pierwotnego Chaosu. Zeus był zmuszony strącić go piorunem, a chłopak spadł do rzeki Erydan, utożsamianej z Padem. Żył podobno 22 lata.
Dość częsty temat w sztuce, pojawia się np. w twórczości Gustave’a Moreau, Jean-Baptiste’a Lully’ego (opera Phaéton). Mit o Faetonie znajduje sporo miejsca w I i II księdze Metamorfoz Owidiusza.